# Anderson (football, 1978)
Pour les articles homonymes, voir Anderson et Silva.
Anderson Roberto da Silva Luiz est un footballeur brésilien né le 1er février 1978. Il est attaquant.